# Valsverk

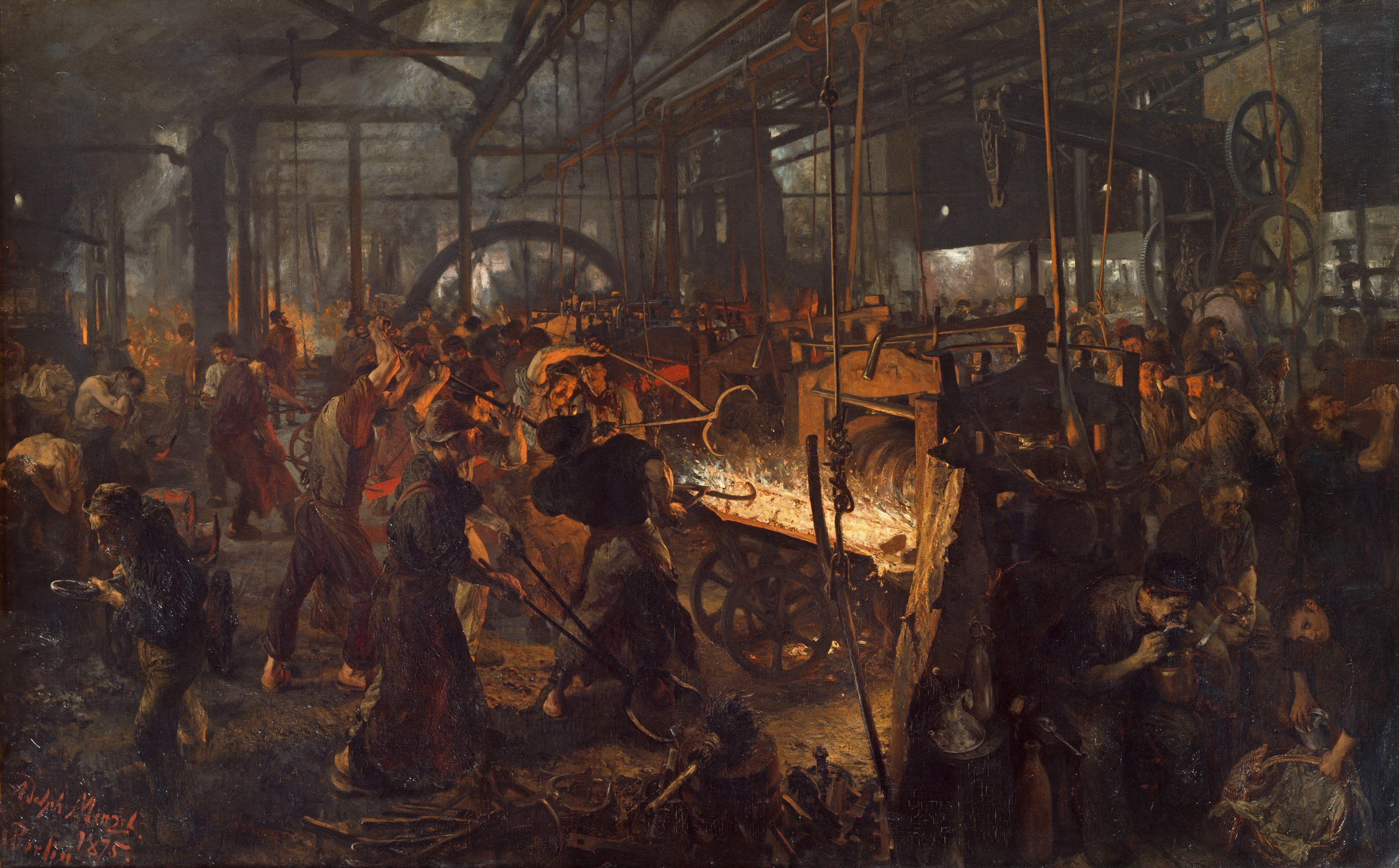
Valsverket av Adolph von Menzel (1872–1875). Motivet har konstnären hämtat från ett järnverk i Königshütte, Schlesien.

Valsverk, benämning både på utrustning för valsning, en plastisk bearbetning med hjälp av valsar som leder till minskad dimension. Beteckningen valsverk kan syfta både på en enskild uppsättning maskineri för valsning och på hela anläggningen där valsning sker. En hel anläggning innehåller ofta flera valsningssteg.
Såväl metaller som icke-metalliska material kan valsas i ett valsverk. För valsverk där valsning av icke-metalliska material sker, se även kalander.
Beroende på slaget av valsning skiljer man övergripande mellan kall- och varmvalsverk. Därutöver finns flera olika indelningar.

## Typ av valsverk efter antal valsar

Duovalsverk

Kvartovalsverk

Typ av valsverk benämns bl.a. efter antal valsar; duovalsverk, triovalsverk, kvartovalsverk eller mångvalsverk. Antalet valsar hänger bland annat ihop med materialet som skall valsas och bearbetningstemperaturen.

### Duovalsverk
Duovalsverket (från latinets duo, "två") består av två valsar som i regel är reversibla (d.v.s. rotationsriktning på valsarna kan ändras). Duovalsverk utnyttjas bland annat för tillverkning av plåt och stång.

### Triovalsverk
Triovalsverket innehåller tre arbetsvalsar; en övervals, en mellanvals och en undervals. Mellanvalsen är vanligen fast lagrad medan de båda andra är höj- och sänkbara. De övre och undre valsarna roterar åt samma håll. Mellanvalsen roterar istället i motsatt riktning. Arbetsstycket valsas fram och tillbaka genom att först passera mellan under- och mellanvalsen, därefter i motsatta riktning mellan över- och mellanvalsen. Arbetsstycket kan således valsas fram och tillbaka utan att valsverket nödvändigtvis är reversibelt. Triovalsverk är vanligen varmvalsverk och nyttjas bl.a. vid tillverkning av stång och plåt.

### Kvartovalsverk
Ett kvartovalsverket är konstruerat med fyra valsar. Det är dock endast de två mellersta, arbetsvalsarna, som kommer i kontakt med ämnet, och dessa har i regel en liten diameter för att ge låga valskrafter. De andra två valsarna, stödvalsarna, har oftast en större diameter och tar upp den kraft som skapas vid själva valsningen så att arbetsvalsarnas utböjning minskar. Detta bidrar till att ge en jämntjock plåt vid valsningen. Kvartovalsverk används vid både kall- och varmvalsning.

### Mångvalsverk
Mångvalsverket har två mycket små arbetsvalsar omgivna av ett varierande antal stödvalsar i olika grupperingar. De små arbetsvalsarna gör att formningen kan ske med lägre kraft. Mångvalsverk används framför allt vid kallvalsning, för produktion av band.

## Typ av valsverk efter valsstolarnas placering
Varje valspar vilar i lager uppburna av grova lagerbockar av gjutjärn eller gjutstål, s. k. valsstolar. Till ett valsverk hör sålunda minst ett, men vanligen flera valsstolspar, ställda bredvid varandra. Efter hur valsstolar står i förhållande till varandra talar man då om universalverk eller tandemverk. 

### Universalvalsverk
Ett universalvalsverk utgörs av en kombination av horisontellt och vertikalt lagrade valsar. De vertikala valsarna används för bearbetning av arbetsstyckets kanter samt för justering av dess bredd. Valsverkstypen används vid till exempel valsning av plåt, band och balk och ingår ofta i större tunnplåtverk. Platta produkter (såsom plåt och band) valsas vanligen mellan släta valsar. Universalvalsverket gör det möjligt att valsa bredflänsprofiler. Sådana som i Europa benämns HE-profil, och som förr benämndes differdingerbalkar eller greyprofiler. Greyprofiler efter universalvalsverkets uppfinnare Henry Grey. Innan universalvalsverket gick endast profiler med smala flänsar med lutande ovansida att valsa, så som IPN och UPN-balk.

### Tandemverk
I ett tandemverk (ex, i form av tunnplåtverk) finns flera par valsstolar vilka står uppställda efter varandra på så sätt att materialet uppnår önskade dimensioner då det passerat det sista stolparet. Valsningen sker i ett tandemverk kontinuerligt (icke-reversibelt) till skillnad från i ett reversibelt valsverk, där materialet valsas fram och tillbaka tills önskad dimension erhållits.

## Typ av valsverk efter placering i processen
Inom en och samma produktionsanläggning finns ofta flera valsverk som är placerade efter varandra, eftersom valsning och annan bearbetning ofta behöver ske i flera steg för att ge den färdiga produkten. Dessa valsverk ger successivt minskande dimensioner på materialet.

### Förvalsverk
Förvalsverk används för nedvalsning av arbetsstycken till 40 - 60 mm fyrkant. Förvalsverk förekommer i medium-, fin- och trådvalsverk. Efter valsning i förvalsverket följer vanligen vidare bearbetning.

### Mellanvalsverk
Mellanvalsverk ingår som en del av fin- eller trådvalsverk. I mellanvalsverket nedvalsas ämnessektionen från förvalsverket (då med 40–60 mm fyrkant) till en lämplig dimension för den slutliga formningen i färdigvalsverket.

### Färdigvalsverk
Färdigvalsverk förekommaer i medium- och finvalsverk. Färdigvalsverket nyttjas för slutgiltig formning av ämne efter bearbetning i för- och mellanvalsverk.

## Typ av valsverk efter den tillverkade produkten
Ett valsverk kan även benämnas efter den produkt som tillverkas (till exempel sömlösa rör valsas i ett rörverk), eller efter verkets uppfinnare (ex. Mannesmann-valsverk, vilket f.ö. är en typ av rörverk).

### Trådvalsverk

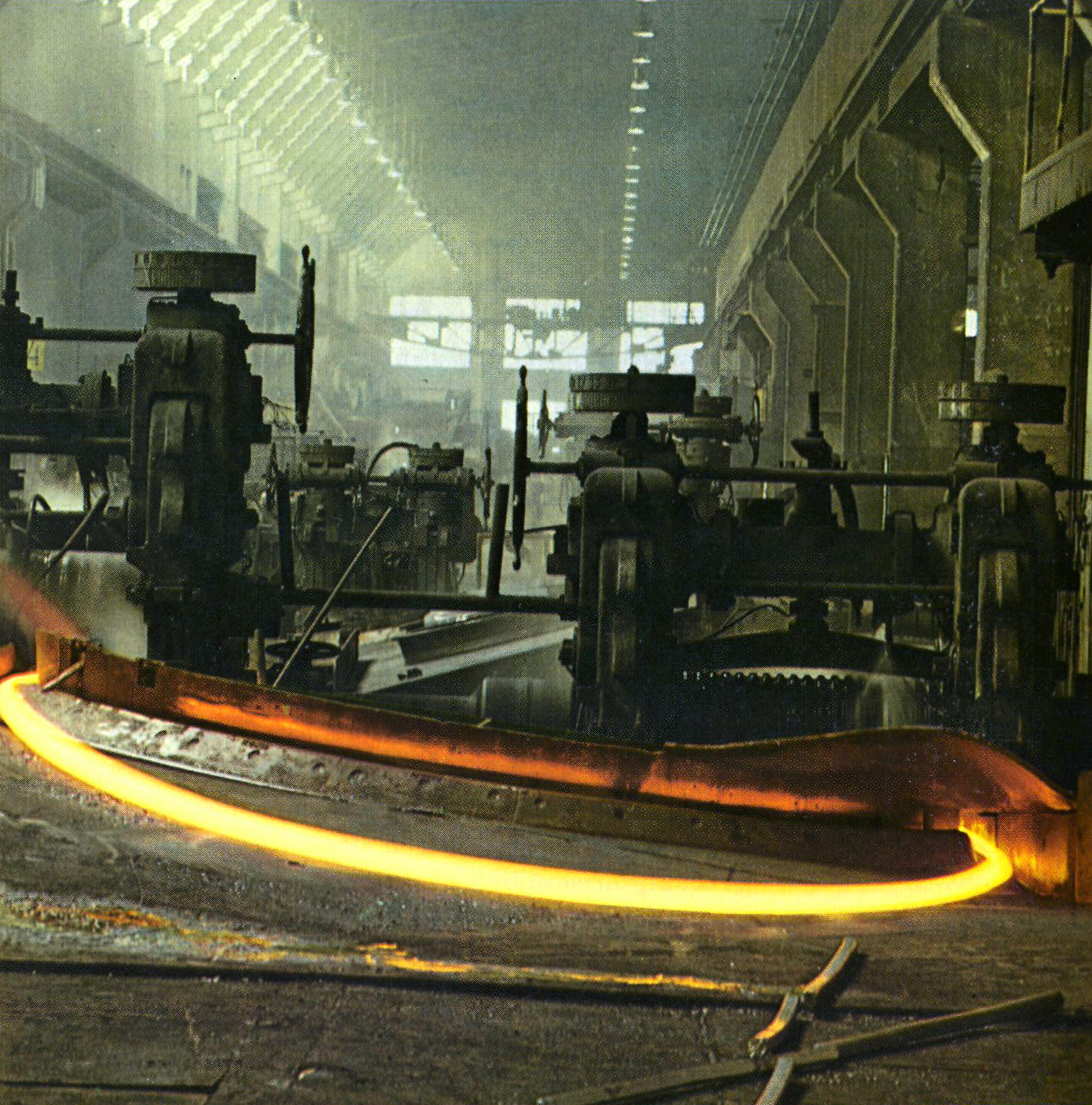
Trådvalsning i Fagersta Bruk, 1967

Ett trådvalsverk är ett varmvalsverk för produktion av metalltråd. Trådvalsverket består av för-, mellan- och färdigverk. Valsarna är spårförsedda. I förverket, där arbetsstyckets tvärsnitt fortfarande är stort, kan valsningen ske både reversibelt och kontinuerligt. Valsningen i mellan- och färdigverket sker kontinuerligt. Trådvalsverket är i konstruktionen ett duovalsverk. Slutvalsningen ger tråd med diametrar mellan 5 och 10 mm och sker i s.k. trådblock (består av cirka 10 valspar sammanbyggda i en enhet med gemensam motordrift men med olika utväxling). Slutvalsningen sker i en hastighet av cirka 70 m/s. Den färdiga tråden hasplas (d.v.s. rullas ihop) sedan och får svalna på sådant sätt att önskad metallografisk struktur och önskade mekaniska egenskaper erhålls.

### Steckelvalsverk
Ett steckelvalsverk återfinns i ett bandvalsverk, och består av ett kvartovalsverk, "kvartopar", med hasplar och haspelugnar på ömse sidor om stolparet. Det första sticket (stålets passage genom valsar) valsas vanligen reversibelt, därefter förs hetan (arbetsstycket) upp i en bottenlös haspelugn och hasplas (arbetsstycket/bandet lindas upp). Bandtjockleken blir 12–15 mm. I ett steckelvalsverk sker valsningen reversibelt, och bandet hasplas vid varje stick.

### Ringvalsverk
Ringvalsverk nyttjas framför allt för framställning av grova, sömlösa ringar med en ytterdiameter upp till cirka 900 mm, väggtjocklek upp till 70 mm och höjd upp till 550 mm. Som utgångsmaterial används en kuts (cylinderformat metallstycke) som stukats och hålats. Vid valsningen används en grov, yttre driven vals (vilken är motordriven) och en klenare, inre odriven vals. Ringens höjd justeras genom kantvalsning.

### Götvalsverk
Götvalsverk används för valsning av gjutna ämnen som stelnat i form av s.k. göt. Detta sker genom spårade valsar och med hjälp av "manipulatorer". Spåren är grova längst ut på valsen och minskar i djup och bredd ju längre ut på valsen man kommer. Manipulatorerna används för att vända göten för medgöra valsning på alla fyra ytor. Göten renklipps även i saxar, med krafter upp till 900 ton. Götvalverk kan även betraktas som universalverk då materialen kan gå vidare till exempelvis ett trådvalsverk.

## Typ av valsverk efter produktens dimension

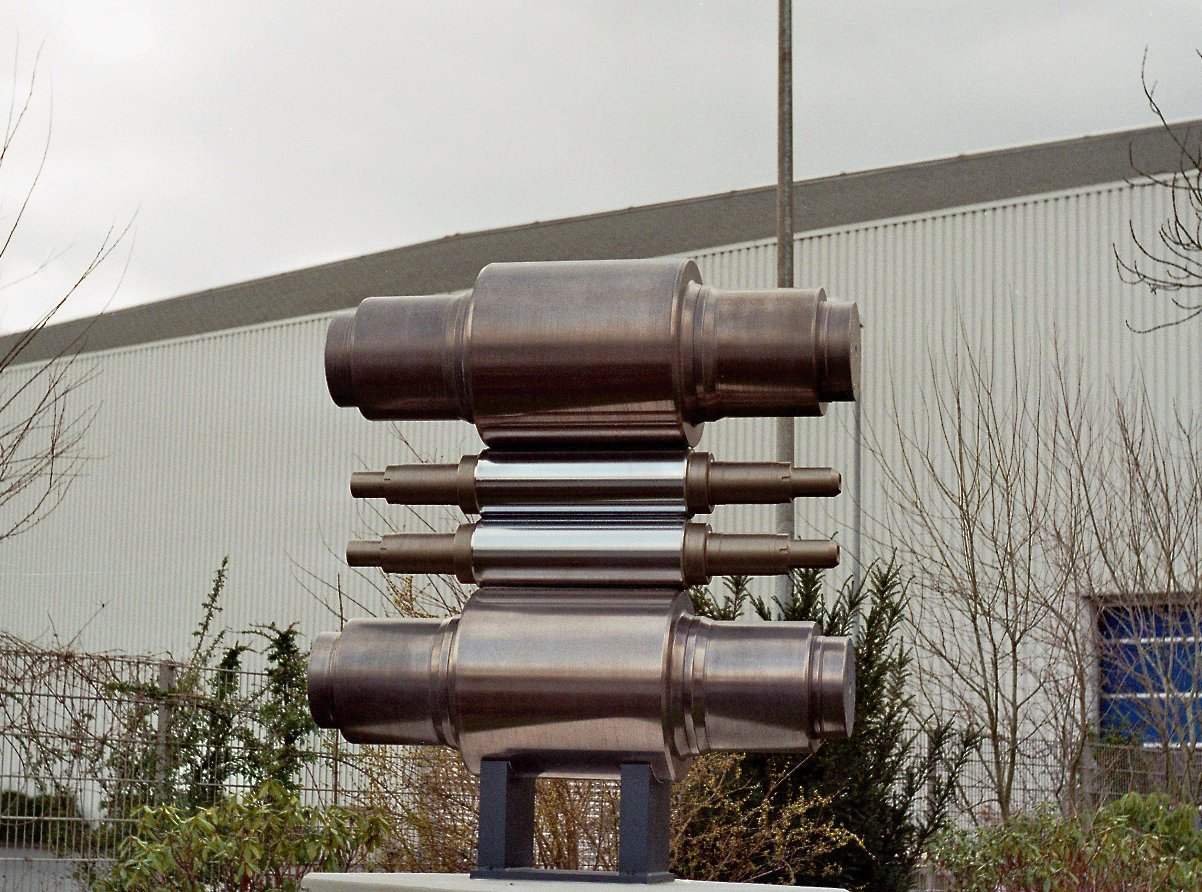
Valsar av olika dimension.

Valsverk indelas vanligen i fin-, medium- och grovvalsverk på grundval av den färdiga produktens dimension.

### Finvalsverk
Ett finvalsverk är ett valsverk avsett för tillverkning av tunn stång och tråd, vilka får dimensioner mellan 5 och 50 mm.

### Mediumvalsverk
Ett mediumvalsverk är ett varmvalsverk för tillverkning av stång med diametrar mellan 30 och 100 mm samt av fyrkantstänger, plattstänger och profiler med en tvärsnittsyta mellan 30 och 100 mm. Ett mediumvalsverk består oftast av ett förvalsverk och ett färdigvalsverk.

### Grovvalsverk
Ett grovvalsverk är ett valsverk för framställning av produkter med grovt ämnestvärsnitt, till exempel billets (halvfabrikat av stål i form av stång- och trådämnen) större än 80 mm fyrkant och rundstång större än 100 mm diameter.